# André (évêque orthodoxe)
L'archevêque André (Архиепи́скоп Андре́й), dans le monde prince Alexandre Alexeïevitch Oukhtomski (Алекса́ндр Алексе́евич, князь Ухтомский) né le 26 décembre 1872/7 janvier 1873 au village de Vosloma dans l'ouïezd de Rybinsk du gouvernement de Iaroslavl et mort fusillé le 4  septembre 1937 à Iaroslavl, est un évêque de l'Église orthodoxe russe.
Il a été canonisé par l'Église orthodoxe russe hors frontières en 1981.

## Biographie

### Origine et formation
Il appartient à une famille princière descendante de Rurik. Son père, le prince Alexeï Nikolaïevitch Oukhtomski (1842-1902), préside le conseil de l'ouïezd (équivalent à une préfecture) de Rybinsk; il avait travaillé auparavant au service de la flotte de guerre et au cabinet du gouverneur de Iaroslavl. Le frère d'Alexandre Alexeïevitch est Alexeï Alexeïevitch Oukhtomski (1875-1942), futur physiologue et académicien des sciences d'URSS, partisan de l'orthodoxie vielle-ritualiste. Ils ont deux sœurs, Marie et Élisabeth. Leur mère, Antonina Fiodorovna, née Anfimova (1847-1913), est selon les souvenirs du futur évêque « une femme idéalement bonne »; mais elle s'oppose dans un premier temps à la vocation de son fils aîné, puis se rallie à sa décision.
Il termine en 1887 le gymnasium classique de Rybinsk puis entre pour obéir à son père au corps de cadets de Nijni Novgorod dont il sort diplômé en 1891. Il rencontre l'archiprêtre de la cathédrale Saint-André de Cronstadt, le père et futur saint Jean de Cronstadt (Serguiev), comme le note M.L. Zelenogorski, « sur un bateau à vapeur de la Volga, lorsque la mère emmenait ses fils à la maison pour les vacances »: « Le père Jean », écrit-il, « a eu un longue conversation avec Alexandre et Alexeï, après quoi ils ont tous les deux pris la même décision. » Alexandre réussit l'examen d'entrée au séminaire orthodoxe de Moscou dont il sort en 1895, après sa thèse de candidat en théologie sur La colère de Dieu. Son frère cadet Alexeï suit son exemple et il est diplômé du séminaire en 1898, avec une thèse sur La preuve cosmologique de l'existence de Dieu; puis il change de voie et entre à l'université impériale de Saint-Pétersbourg.
Le 9 (21) novembre 1895, selon sa propre déclaration, dans laquelle il exprimait le désir de servir dans le domaine éducatif et spirituel, Alexandre Oukhtomski est nommé professeur de langue russe en 1re année de l'École théologique de Kazan.

### Service missionnaire

#### Vœux monastiques et service en Ossétie du Nord
Le 2 (14) décembre 1895, il prononce ses vœux des mains de l'archevêque de Kazan, Vladimir (Petrov), prenant le nom de religion d'André et il est ordonné hiérodiacre le 5 décembre suivant à la cathédrale de l'Annonciation de Kazan, puis hiéromoine le lendemain et placé parmi les frères de la maison archiépiscopale de Kazan (ayant les droits d'un monastère). « À l'âge de 22 ans, j'étais hiéromoine », se souvient plus tard l'évêque André. « Je suis allé servir l'âme, la libération de l'âme humaine de tous les obstacles à sa liberté et à la liberté du développement de l'esprit humain. ».
Une conversion aussi précoce au monachisme, entre autres, s'explique aussi par les exigences élevées qu'il s'impose aux représentantes du sexe féminin. « J'aurais pu avoir la possibilité » - se souvient-il - « d'être prêtre séculier pour la confrérie orthodoxe de travail de l'Exaltation-de-la-Croix du gouvernement de Tchernigov fondée par Nikolaï Nepliouïev qui m'y avait invité; mais il m'aurait fallu être marié et j'avais peur des femmes. Ou plutôt, j'étais effrayé par l'idéal de la femme que je me forgeais. Et mon idéal était sainte Nina, l'illuminatrice de Géorgie. Après avoir lu sa biographie, je me suis incliné devant la grandeur de son âme et son exploit de vie. Je considérais tout le bas monde d'après elle, et ce monde ne recevait qu'une note pas très élevée. »
Le 5 (17) septembre 1897, il est nommé inspecteur du séminaire missionnaire opérant à Ardon dans le Caucase. Il devient aussi membre de la branche d'Ardon du conseil scolaire diocésain de Vladikavkaz qui était chargé des écoles d'Ossétie du Nord. Il reçoit la croix pectorale délivrée par le Saint-Synode et le titre de hiéromoine de la collégiale du monastère Donskoï de Moscou.

### Archimandrite du monastère de la Transfiguration-du-Sauveur de Kazan

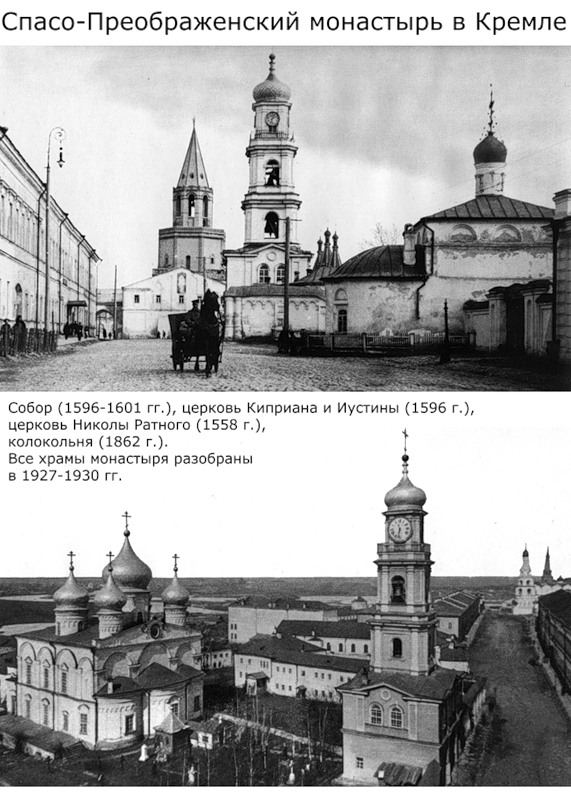
Le monastère de la Transfiguration du Sauveur de Kazan.

Le 23 juillet (4 août) 1899, le hiéromoine André est nommé au poste d'observateur des cours missionnaires de l'Académie théologique de Kazan, et le 6 (18) août 1899, il est élevé au rang d'archimandrite au monastère de la Transfiguration de Kazan par l'archevêque Arsène (Briantsev) de Kazan et Sviïajsk. Il est partisan actif de l'abstinence d'alcool et combat implacablelent l'ivresse, sur la base de quoi il devient rapidement proche des abstinents de Kazan. Le 28 janvier (10 février) 1901, il est élu membre de la Société de tempérance de Kazan, sur la base de laquelle les futurs monarchistes extrêmistes des Cent-Noirs recruteront leurs adeptes pour le gouvernement de Kazan, ainsi que le département de Kazan de l'Assemblée russe (KORS).
Bientôt, il est élu président du comité pour la construction d'une église dédiée à l'icône miraculeuse de Notre Seigneur Sauveur Jésus-Christ dans la sloboda de Poudloujnaïa de Kazan, sous l'égide de la Société de tempérance de Kazan. Très probablement, c'est André (Oukhtomski) qui en 1901 a attiré l'attention des abstinents de Kazan sur la nécessité de respecter et de perpétuer la mémoire du locum tenens du trône patriarcal (en 1612-1613), le deuxième métropolite de Kazan, Ephrem (Khvostov) (qui a oint le premier tsar de la Maison Romanov, Michel Fiodorovitch), et dont les reliques se trouvaient au monastère de la Transfiguration du Sauveur de Kazan. Il publie activement des articles dans les années 1900 dans la revue de la Société de tempérance de Kazan intitulée L'Homme d'action (Деятель), comme « Comment chaque chrétien peut travailler à construire le Royaume de Dieu sur terre » (conférence publique), « Éloge funèbre de l'archevêque Arsène » (au monastère de la Transfiguration de Kazan), « Pensées oubliées de l'enseignement de l'Église orthodoxe » (conférence publique), « Parole le jour de la célébration de l'icône miraculeuse de la Mère de Dieu de Kazan (8 juillet 1903), « Le tsar et le peuple, la Russie orthodoxe, au monastère de Sarov », « Déclaration pour l'anniversaire de l'accession au trône de l'empereur Nicolas II » (21 octobre 1903), « Instruction sur la semaine de l'orthodoxie sur la vérité de l'Église et ses obligations », « Conversation du père Jean de Cronstadt avec les pasteurs », « À propos des prétendus surhommes », etc. En 1905, il fonde la Société d'aide mutuelle chrétienne, pour protéger les orthodoxes de «la servitude non chrétienne».

#### Opinions sur la société d'avant la révolution
Les articles d'André (Oukhtomski) publiés à cette époque sont le reflet clairement exprimé de ses opinions slavophiles, liées à des attentes optimistes quant au renouveau de l'Église et de la vie publique de la Russie sur les voies de la future conversion de l'empereur et du peuple aux valeurs russes traditionnelles orthodoxes.

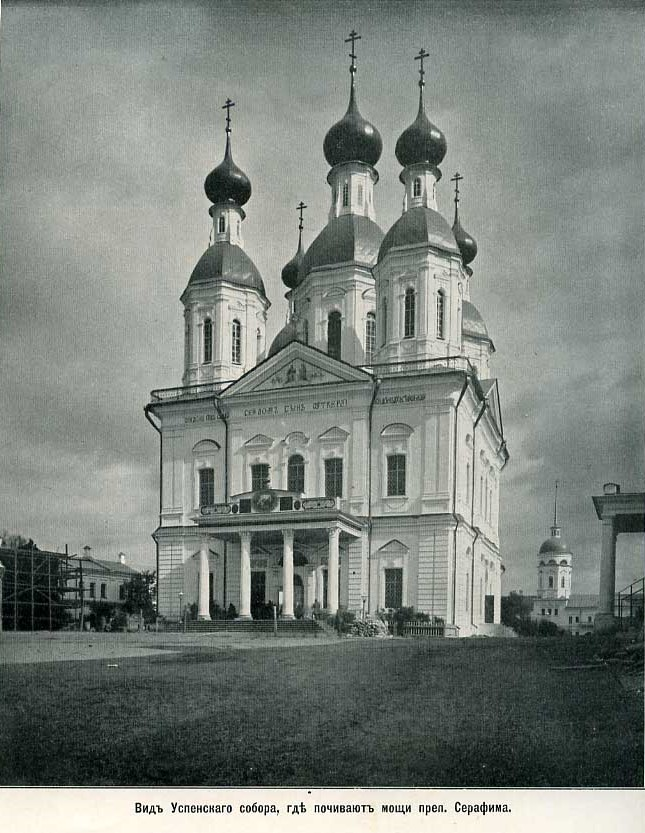
La cathédrale de l'Assomption (1903) où se trouvent les reliques de saint Séraphin de Sarov.

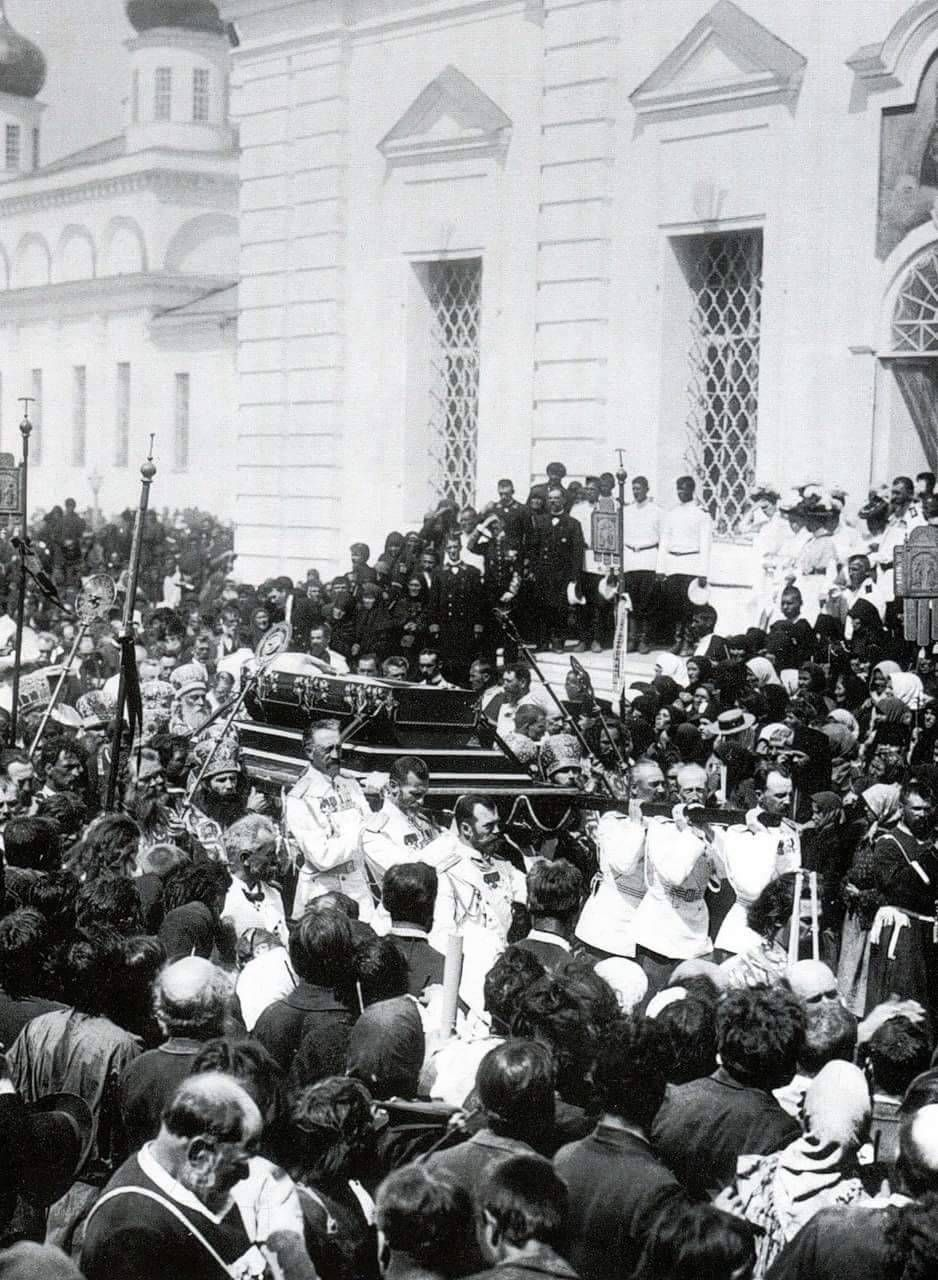
Translation des reliques de saint Séraphin de Sarov en présence de Nicolas II.

En juillet 1903, l'archimandrite André prend part à la translation solennelle des reliques de saint Séraphin de Sarov au monastère de l'Assomption de Sarov, où la croix pectorale avec décorations lui est conférée de la part du « cabinet de Sa Majesté Impériale ». Il décrit ses impressions à propos de cet événément dans les colonnes de L'Homme d'action :
« Le pouvoir est l'obéissance de Dieu à toute personne en position d'autorité ; le pouvoir facilite la vie des subordonnés ; Le pouvoir du tsar est un lourd fardeau pour le tsar, mais un soulagement du fardeau de la vie pour tout le peuple russe. Le souverain porte ce fardeau, et son peuple est libéré de ce fardeau, calme pour lui-même, calmement, après avoir écarté toute tentation de pouvoir. Le salut est une question de se soucier de leur âme. Par conséquent, le "tsar" aux yeux du peuple est l'incarnation de tout ce qu'il y a de mieux, c'est un symbole d'humilité, d'humble service à Dieu et de service au peuple, un symbole d'amour; l'amour pour son tsar et l'oint de Dieu est un sentiment complètement inaliénable, indélébile du cœur russe; il ne peut rien imaginer de plus élevé que le salut spirituel, et vivre sans le souvenir constant de son tsar, c'est s'occuper non de son salut, mais de lui-même et de toute sa vie ; alors il sera complètement désemparé, "mais comment, dira-t-il, je vivrai maintenant, où est mon soutien ?" » « Voià ce que l'on ressentait au monastère de Sarov, c'était vraiment tangible pendant toutes les célébrations. Tout l'amour pour le tsar, toute l'admiration désintéressée pour le fardeau et le service du tsar, en un mot, toute l'âme russe s'exprimait pleinement au monastère de l'Assomption de Sarov: La Russie orthodoxe est inséparable : le tsar et le peuple ; et l'âme du peuple, l'âme du peuple russe, est inconcevable sans humilité et sans amour pour Dieu et le tsar, c'est totalement inimaginable ! - Une âme qui ne pense pas au salut et une âme fière - ce n'est pas un phénomène russe ... »
Malgré son attitude franchement critique à l'égard de la nature absolutiste de l'autocratie post-pétrinienne et de sa progéniture, étrangère à la vision du monde russe traditionnel - le système ecclésiastique « synodal », il a d'abord traité la personnalité du monarque régnant avec un grand respect et un profond espoir, fondant en lui des espoirs particuliers pour la renaissance de ce qui s'était perdu il y a deux siècles, les « symphonies » des autorités spirituelles et séculières. Cependant, après plusieurs décennies, marquées par l'effondrement de ces attentes idéalistes, son ancienne admiration envers Nicolas II a été remplacée par une déception tout aussi profonde quant à la capacité de l'empereur à devenir un véritable « autocrate » et à transformer la Russie loin de l'abîme spirituel et social dans lequel il considérait qu'elle était tombée.
Pendant les événements révolutionnaires de 1905-1907, il soutient ouvertement le conseil du KORS d'Alexandre Soloviov et la fondation d'une antenne des Cent-Noirs à Kazan, dont il accueille la présence avec joie et optimisme. Lors de la première assemblée générale du KORS, qui a lieu le 6 décembre 1905, une lettre de l'archimandrite André est lue, dans laquelle il exprime sa sympathie pour ses activités.

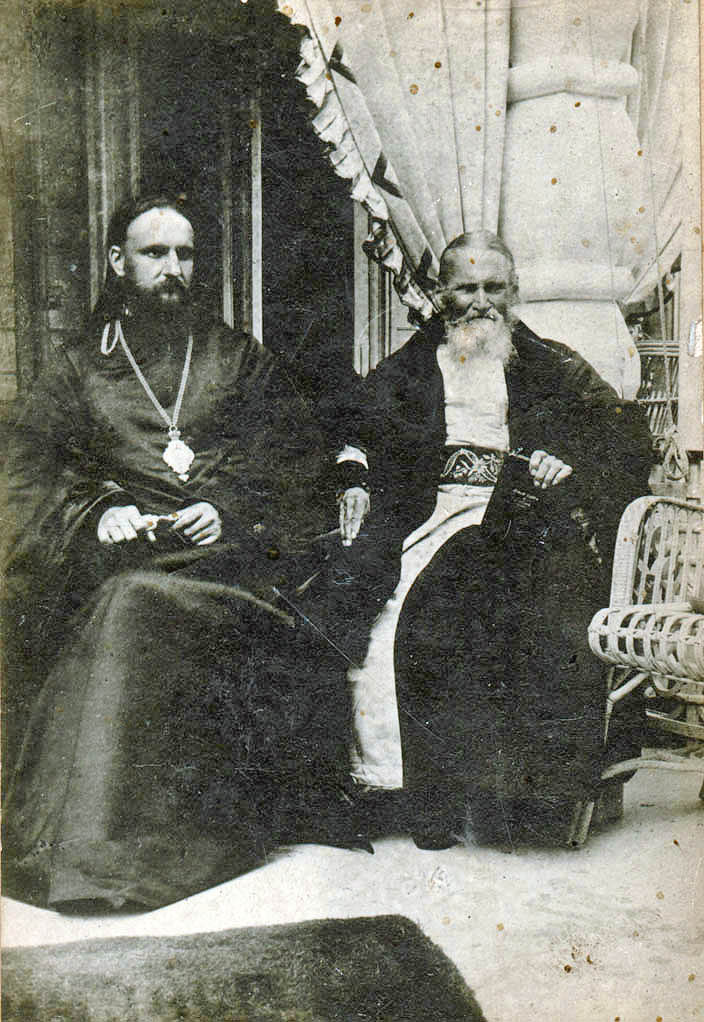
André (Oukhtomski) et saint Jean de Cronstadt en 1908.

Au même moment, Anatoli Krasnov-Levitine écrit à propos des sympathies de l'archimandrite pour la rénovation de l'Église:
« Mgr André était une personne enthousiaste et chercheuse. Au début de sa carrière, il se passionne pour la théosophie et le spiritisme, plaçant périodiquement des articles dans des revues mystiques signés le prince moine. Après 1905, le descendant des princes Oukhtomski se passionne de manière inattendue pour le mouvement révolutionnaire, exprimant presque ouvertement ses sympathies pour les SR et sa franche opposition envers Raspoutine. En même temps, il est demeuré ardemment un homme de prières et un partisan passionné du renouveau de l'Église. »

#### Vicaire épiscopal de Mamadych

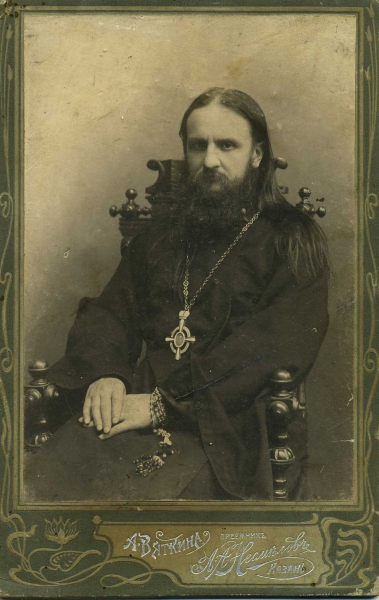
L'évêque André en 1907.

Le 3 (16) septembre 1907, l'empereur Nicolas II approuve le rapport du Saint-Synode « sur l'établissement dans le diocèse de Kazan aux frais locaux d'un siège de troisième évêque vicaire, lui donnant le nom de vicariat de Mamadych, avec la mise à sa disposition de cours missionnaires dans la ville de Kazan. » Ainsi André (Oukhtomski) peut apporter toute modification aux cours missionnaires de l'Académie de théologie de Kazan et en être le superviseur à la place du recteur de l'Académie. Il est consacré évêque le 4 (17) 1907. En outre, il préside et gère, respectivement, la skite des Trois-Saints-Baptisés-Tatars fondée par lui comme filiale du monastère de la Transfiguration du Sauveur de Kazan (plus tard monastère autonome) et la communauté éducative des femmes tatares baptisées. De plus, il préside le conseil de la fraternité missionnaire Saint-Gouri et en 1908 le cercle des sœurs collaboratrices de la fraternité Saint-Gouri et les cours féminins de théologie de Kazan. Il édite et écrit dans le journal Le Collaborateur de la fraternité Saint-Gouri devenu en 1911 Le Collaborateur de la mission de la Volga.
Il est décoré en 1909 de l'ordre de Saint-Vladimir de IIIe classe (de IIe classe en 1915).

### Service à Soukhoum

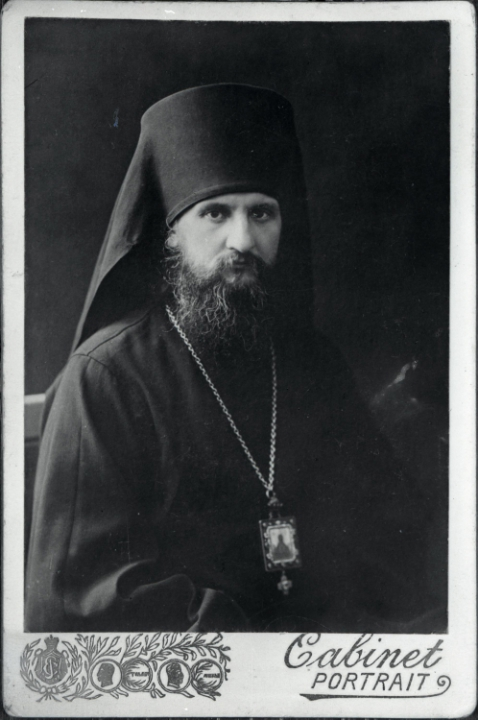
Photographie de l'évêque André.

Le 25 juillet (7 août) 1911, il est nommé évêque de Soukhoum. Dès son arrivée, il poursuit ses activités missionnaires en Abkhazie, en butte à la turquisation. Il tente d'apaiser les tensions entre Abkhazes et Géorgiens; il fait éditer le journal Le Collaborateur de la mission du Caucase. Il donne vie à des missions archéologiques sur d'anciens sites chrétiens.
En même temps, pendant les deux ans et demi de son séjour à Soukhoum, l'évêque André laisse à de nouvelles connaissances des impressions très ambiguës à cause de ses déclarations critiques sur l'état de l'Église et de la situation sociale. Ainsi le très monarchiste prince Nikolaï Jevakhov écrit dans ses Mémoires que l'évêque André était un homme « confus » et connu pour « ses opinions anti-monarchistes » qui pourraient cependant s'inspirer non seulement des déclarations « hors normes » du Seigneur lui-même, « mais aussi des rumeurs répandues à son sujet parmi les méchants. Et ceux qui n'aimaient pas ses remarques peu flatteuses abondaient tant dans les lieux de service du Seigneur que dans la capitale de l'Empire russe. »

### Service à Oufa

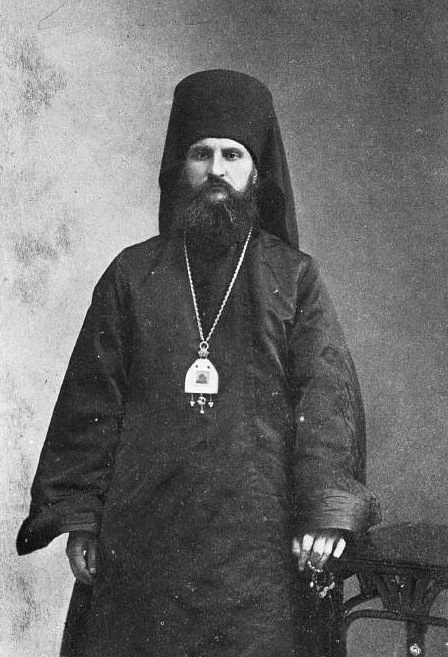
Photographie en tant qu'évêque d'Oufa (1914).

Il est nommé évêque d'Oufa le 22 décembre 1913.
À partir de juillet 1916, il introduit dans son diocèse les Règles pour l'élection des recteurs des églises de Dieu dans le diocèse d'Oufa. Il est président de la Société culturelle et éducative de Russie orientale, fondée par lui à Oufa en 1916. Il fonde aussi la revue Le Chroniqueur de la Volga de cette société.
Étant engagé dans les activités sociales les plus actives, il mène un style de vie ascétique strict : il passe ses nuits en prière, utilisant un lit dur sans couverture ni oreiller pour un court repos, il jeûne, ne mange pas de viande et peu de poisson. C'est un grand fanatique de l'antiquité de l'Église, des règles liturgiques, des anciennes hymnes de l'Église, de la majesté du service liturgique dont il connaît tout l'ordre.
Il se prononce contre l'influence de Raspoutine dans les affaires de l'État et la vie de l'Église. Il est partisan convaincu du rôle de l'Église dans l'amélioration de la vie sociale par la renaissance de la vie paroissiale et de ses engagements sociétaux. Il consulte les paroissiens pour la nomination des recteurs des églises paroissiales. Il prône une démocratisation du Saint-Synode. D'après la métropolite Euloge, l'archevêque André lance les foudres de son libéralisme dans toute la Russie. Il est même question de le poursuivre pour « incitation à des articles hostiles au gouvernement » quelques jours avant le début de la révolution. Dans un message intitulé « La signification morale des grands événements modernes », l'évêque écrit que la révolution a eu lieu parce que l'ancien régime était « sans principes, pécheur, immoral. L'autocratie... a dégénéré... en une autocratie claire qui dépasse toutes les probabilités. » Selon lui, « les autorités se sont longtemps détournées de l'Église, et celle-ci a fait l'objet de moqueries évidentes... Sous prétexte de prendre soin de l'Église, une persécution secrète et d'autant plus dangereuse a été érigée contre elle. ».
Au printemps 1917, il procède à une réforme paroissiale avec l'instauration de l'élection de tout le clergé et de l'autonomie paroissiale. Selon la Charte des paroisses orthodoxes du diocèse d'Oufa adoptée en mai 1917 par une réunion diocésaine d'urgence du clergé et des laïcs, les paroisses devaient élire des conseils paroissiaux lors des assemblées générales pour gérer leurs affaires, et un prêtre ou un laïc pouvaient être président du Conseil. Dès l'automne 1917, le processus de consolidation des paroisses et de leur participation à la vie sociale et politique commence dans le gouvernement d'Oufa.

### Pendant la révolution
Il reconnaît: « Quand j'ai appris la nouvelle de l'abdication de Nicolas II, je l'ai considérée avec un certain sentiment de satisfaction ». Il soutient la Révolution de Février, estimant qu'elle permettrait la libération de l'Église des pressions de l'État. Le 14 avril 1917, il fait partie du Saint-Synode. Il est membre du Concile local de l'Église orthodoxe russe (1917-1918), participant à la 1re session, et membre des départements III, V, IX, X. Il préside le Congrès des coreligionnaires (directions au sein de l'Église officielle, adhérant aux anciens rites).
En 1918, il excommunie les voleurs de biens de l'Église : « Tous les voleurs et vandales qui portent un nom chrétien et ont participé au saccage de la ville d'Oufa sont interdits de la Sainte Communion pendant deux ans; en cas de repentir sincère, ils sont excommuniés pour un an à la discrétion du confesseur. Ce n'est qu'en cas de maladie mortelle que cette pénitence peut être levée par un confesseur.
Il est membre de l'administration provisoire de l'Église sibérienne, érigée à l'automne 1918, et dirige les aumôniers de la 3e armée de l'amiral Koltchak.
En janvier 1919, il est nommé évêque de la hiérarchie coreligionnaire de Satka (élu par contumace avec la démission de l'ancien hiérarque) et premier hiérarque de tous les autres coreligionnaires - cependant, ces postes sont plutôt nominaux. Après la défaite des Blancs, il est arrêté en février 1920 à Novonikolaïevsk pour « participation à l'Église de Koltchak », et jeté en prison à Tomsk. Du 28 décembre 1919 au 24 octobre (6 novembre ?) 1920, il fait l'objet d'une enquête à Omsk par la Tchéka ; malgré les pétitions des fidèles. De ce fait, le patriarche Tikhon nomme au printemps 1920 un administrateur provisoire pour le diocèse d'Oufa en la personne de l'évêque coreligionnaire Simon (Chleïov). Ce dernier est tué le 18 août 1921 et l'administration provisoire de l'éparchie d'Oufa est confiée à l'évêque de Zlatooust, Nicolas (Ipatov).
En novembre, il fait une déclaration de loyauté au gouvernement soviétique et une demande de libération; il est donc libéré, mais le 28 février 1921, il est de nouveau arrêté à Omsk « pour avoir prononcé un sermon dans lequel il appelait les paysans à s'organiser en syndicats paysans. » De mars à octobre, il est détenu à la prison d'Omsk.
En décembre 1921, le Patriarche Tikhon nomme Boris (Chipouline) évêque d'Oufa ; apparemment, au même moment, l'archevêque André reçoit une nouvelle nomination - à la cathédrale de Tomsk.
Il est libéré en octobre 1921 pour se faire soigner, puis l'affaire est classée « faute de preuves » (de toute évidence, les autorités soviétiques voulaient l'amener du côté du mouvement de rénovation).

### Opposant du mouvement rénovationiste
Il retourne en octobre 1922 à Oufa, s'opposant activement au mouvement rénovationiste. Sur la base de l'ordre du sous-patriarche métropolitain temporaire Agathange (Préobrajenski) du 18 mars 1922, il déclare le diocèse d'Oufa autonome. Au début de 1923, il est de nouveau arrêté; le 24 février 1923, il est condamné à trois ans d'exil à Tachkent. En juin 1923, il est arrêté à Tachkent, exilé à Tedjen. En novembre 1923, il est arrêté à Tedjen; jusqu'en novembre 1924, il est arrêté à Tachkent, puis envoyé à Moscou pour interrogatoire, d'où il est de nouveau déporté à Tedjen, puis à Achgabat.
À partir de 1922, il ordonne secrètement des évêques pour divers diocèses. Il tonsure le futur archevêque Luc (Voïno-Yassenetski) au monachisme et l'envoie à deux évêques exilés pour effectuer la consécration épiscopale. Les consécrations épiscopales qu'il a menées ont ensuite été reconnues par le patriarche Tikhon.
Après la mort du patriarche Tikhon, l'évêque André n'est pas d'accord avec le transfert de l'administration de l'Église au métropolite patriarcal locum tenens Pierre (Polianski) et ne reconnaît pas par la suite les droits canoniques du métropolite adjoint locum tenens Serge (Stragorodski), accusant les deux de transiger avec les autorités soviétiques.

### Communication avec les vieux-croyants
À Poltoratsk (aujourd'hui quartier d'Achgabat) où l'évêque André est exilé, vient le trouver le 15 août 1925 l'archimandrite Clément (Loguinov), représentant de la confession des Beglopopovtsy (branche des vieux-croyants acceptant l'ordination des prêtres) afin d'inviter André à les rejoindre. Il refuse de s'unir à eux, mais il accepte de se réunir dans une communion de prières et déclare qu'il se considère « comme un évêque orthodoxe qui souffre précisément pour ce système d'Église et de vie publique, qui est si cher aux vieux-croyants. »
André et Clément mettent au point deux textes: La Confession de foi et L'Acte de réunification. Dans le premier, André reconnaît que c'est le Patriarche Nikon qui a provoqué le schisme de l'Église russe la faisant verser vers le césaropapisme, ce qui a donné la prétendue Église vivante soumise aux autorités soviétiques qui persécutent ce qu'il reste de l'Église du Christ. Dans le second texte, il est constaté que l'évêque André est venu prier la veille de la fête de la décollation de saint Jean-Baptiste, le 28 août (10 septembre) 1925, dans la maison de prières d'Achkhabad avec les vieux-croyants issus des communautés de Saratov, de Semipalatinsk, du Baïkal et d'autres sous la houlette de l'higoumène Matthieu.
Dans des lettres postérieures, André se justifie en déclarant qu'ayant reçu le Saint Chrême « d'avant Nikon », il avait voulu placer sous son omophorion ces vieux-croyants en tant qu'évêque orthodoxe et qu'il avait procédé à l'onction « avec grande joie », espérant qu'ils cesseraient d'être schismatiques, tout en pouvant pratiquer leur ancien rite. André ne s'est jamais détourné du nouveau rite et selon ses dires s'est souvenu du tropaire de saint Démétrius (Dimitri) de Rostov qui commence ainsi: « Orthodoxie au zélateur et schisme à l'éradicateur », ce qui signifie que l'évêque André ne se serait jamais allé à la désunion ou au schisme. L'archimandrite Clément, quant à lui, comprenait par « réunification » le fait de rejoindre précisément les vieux-croyants qui n'acceptaient pas la hiérarchie des Belokrinitsky: « Le mot "réunification" était utilisé par moi, bien sûr, dans le sens de rejoindre. » Le 15 septembre 1925, l'évêque Rufin (Brekhov) de la hiérarchie de Satka est convoqué à Poltoratsk par télégramme pour aussitôt être « réuni » de la même manière. Le lendemain dans cette maison de prières de l'higoumène Matthieu, Clément est consacré évêque,,. André aurait été sanctionné par l'évêque Pierre (Polianski); mais aucune preuve écrite ne subsiste. L'évêque André a toujours nié avoir été converti par les vieux-croyants

### L'évêque André et l'Église des catacombes

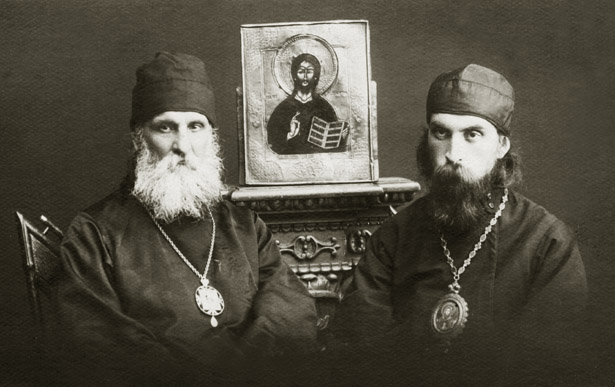
L'archevêque André et l'évêque Avvakoum (Borovkov) dans les années 1920.

Il retourne à Oufa à la fin de l'année 1926, reconnaissant le diocèse comme autocéphale, et ne reconnaissant pas les droits du locum tenens du Patriarcat de Moscou, le métropolite Serge. Il  poursuit des consécrations secrètes d'évêques, créant une infrastructure d'une Église orthodoxe des «catacombes», agissant officieusement en parallèle de l'Église officiellement reconnue par les autorités soviétiques («légalisée»). André est l'auteur du terme de « chrétiens vrais orthodoxes ». Une partie des fidèles orthodoxes d'Oufa le reconnaît comme archevêque de l'Église régionale de la République autonome bachkire. Les « catacombniks » le considèrent également comme leur archevêque (cependant, la question de son élévation à ce rang par la hiérarchie reste floue). Les évêques Avvakoum (Borovkov), Benjamin (Troïtski), Job (Gretchichkine) et d'autres, qui ont été ordonnés par lui, sont ses associés les plus proches à cette époque.
Le 13 juin 1927, il est envoyé à Moscou et arrêté le lendemain et condamné le jour même à trois ans d'exil à Kyzyl-Orda, où il est arrêté le 17 octobre 1928. Il s'oppose vivement à la déclaration du métropolite Serge de Moscou du 29 juillet 1927, visant à une subordination complète au pouvoir soviétique. Il est renvoyé de nouveau à Moscou où il est condamné en  janvier 1929 à trois ans d'emprisonnement et envoyé dans une cellule d'isolement à la prison de Iaroslavl.
Il est libéré le 2 octobre 1931 et s'installe à Moscou. Pendant cette période, il prie dans une église vieille-ritualiste. Dans une lettre datée du 15 février 1932, il note :
« Pas une seule fois je n'ai prié pour ma délivrance ou pour quoi que ce soit lié à mon bien-être. J'avais peur d'une prière comme la mienne, et je disais seulement : Que ta volonté soit faite. Dans le psaume 90, il est dit; Je suis avec lui dans la douleur. Je sais que le Seigneur est toujours près de moi qui pleure ; mais à propos de ma joie... le Seigneur n'est pas toujours loin ! Par conséquent, j'ai peur de prier pour autre chose que l'accomplissement de la volonté de Dieu sur moi. »
Il est encore arrêté le 14 avril 1932, cette fois-ci dans l'affaire de la branche moscovite de ce qu'il appelle « la Vraie Église orthodoxe ». Un de ses compagnons de cellule le reconnaît à peine tant il est décrépit et rongé par le scorbut et tant il a perdu ses cheveux. Mais il a une telle influence sur les prisonniers, même auprès des communistes, que personne n'ose blasphémer en sa présence. Le 7 juillet 1932, il est condamné à trois ans d'exil à Alma-Ata. Le 19 septembre 1932, il reçoit le Saint Sacrement et le Saint Chrême des mains de l'archevêque vieux-croyant de Moscou et de toutes les Russie, Mélèce.
Il est arrêté au printemps 1934 à Alma-Ata et envoyé à la prison de la Boutyrka de Moscou. Le 14 mai 1934, il est condamné à trois ans d'emprisonnement et envoyé à la prison d'isolement politique de Iaroslavl.
Le 27 mars 1937, au plus fort de la Grande Terreur, il est condamné à trois ans supplémentaires de camp et envoyé à Rybinsk. Le 3 septembre 1937, il est condamné par la troïka du NKVD de l'oblast de Iaroslavl à être exécuté. Il est fusillé le lendemain à la prison de Iaroslavl.

## Canonisation
Le nom de l'archevêque André (Oukhtomski) est inclus dans le projet de liste de noms des nouveaux martyrs et confesseurs de l'Église russe en préparation de la canonisation effectuée par l'Église orthodoxe russe hors frontières en 1981. Cette liste n'est publiée qu'à la fin des années 1990.
Au Concile de cette Église en 1993, l'évêque Grégoire (Grabbe) propose de le décanoniser, se référant aux données connues sur son entrée en communion canonique de prière avec les vieux-croyants. Selon le prêtre Ioann Mirolioubov, « la vénération locale a été établie pour lui dans les diocèses d'Oufa et de Kazan, mais la vénération générale dans l'Église de ce saint, apparemment, est toujours entravée par un mythe assez répandu sur sa prétendue transition vers les vieux-croyants ».

## Les disciples d'André
Beaucoup de partisans de la ligne ecclésiale de l'évêque André périssent pendant les temps de persécution de l'« Église des catacombes » dans les années 1930. Cependant certains parviennent à prolonger sa ligne par la suite, comme le hiéromoine Gouri (Pavlov) (1906-1996), devenu en 1990 archimandrite de l'Église orthodoxe russe hors frontières et en 1991, évêque d'un groupe dissident grec orthodoxe vieux-calendariste, opposé à l'Église canonique orthodoxe grecque qui dans les années 1920 s'est ralliée au calendrier grégorien.
Il existe un point de vue selon lequel certains évêques ordonnés par l'évêque André et ses plus proches collaborateurs sont restés en vie jusqu'aux années 1960-1990, maintenant l'organisation de l'Église et tenant périodiquement des synodes secrets. Cette information remonte à l'archevêque Ambroise (Sievers) qui se considère comme le successeur légitime de la hiérarchie d'André, ordonné par l'un des derniers évêques secrets d'André, l'évêque Amphiloche (Chibanov) (1897-1994). Les représentants de l'Église orthodoxe russe et d'un certain nombre d'autres organisations ecclésiastiques considèrent cette personne comme un imposteur.

## Œuvres
André (Oukhtomski) est l'auteur de près de 500 articles, brochures et livres, dont:
- О смысле жизни. Слово в великий четверток [A propos du sens de la vie. Mot du Grand Jeudi], Kazan, 1901.
- Из православно-церковного учения. Забытые мысли. [De l'enseignement de l'Église orthodoxe. Pensées oubliées], Kazan, 1903.
- Беседа отца Иоанна Кронштадтского с пастырями. [Conversation du Père Jean de Cronstadt avec des pasteurs], Kazan, 1904.
- Как понимать человекообразные представления св. Писания о Боге. [Comment comprendre les représentations humaines sur Dieu des Saintes Écritures], Kazan, 1904.
- О любви Божией на страшном суде Христовом. [Sur l'amour de Dieu au jugement dernier du Christ], Kazan, 1904.
- Истолкование библейских изречений об искуплении человека. [Interprétation des paroles bibliques sur la rédemption de l'homme], 1904.
- О «сверх-человеках». [À propos des prétendus surhommes], Kazan, 1904.
- Царь и народ, Русь православная, в Сарове. [Le tsar et le peuple. La Russie orthodoxe, à Sarov], Kazan, 1904.
- Да созиждутся стены иерусалимские [Que soient bâtis les murs de Jérusalem], Kazan, 1905.
- О христианской взаимопомощи. Устав общества «Христианской взаимопомощи» крещено-татарских приходов Казанской епархии. [Sur l'entraide chrétienne. La charte de la société "Entraide chrétienne" des paroisses des baptisés tatars du diocèse de Kazan], Kazan, 1905.
- Первое письмо к русской молодежи. Причина недоразумений. [Première lettre à la jeunesse russe. Cause de malentendu], Kazan, 1905.
- Второе письмо к русской молодежи. [Seconde lettre à la jeunesse russe], Kazan, 1905.
- О приходских братских кружках Казанской епархии. [Sur les cercles paroissiens fraternels du diocèse de Kazan], Kazan, 1907.
- О мерах к охранению Казанского края от постепенного завоевания его татарами. [Sur les mesures visant à protéger la région de Kazan de sa conquête progressive par les Tatars.], Kazan, 1908.
- О нормальном положении православия в Православном Русском Царстве. [Sur la position normale de l'orthodoxie dans l'Empire russe orthodoxe], Kazan, 1908.
- Лихолетье в жизни православия среди приволжских инородцев. [Moments difficiles dans la vie de l'orthodoxie parmi les étrangers de la Volga], Kazan, 1909.
- Наставление послушникам Покровской крещено-татарской общины. [Instruction aux novices du monastère de l'Intercession de la communauté baptisée tatare], Kazan, 1909.
- Lettre aux baptisés tatars., Kazan, 1910.
- К истории Казанской миссии и третьего викариатства Казанской епархии [Sur l'histoire de la mission de Kazan et du troisième vicariat du diocèse de Kazan], Kazan, 1911.
- О русской культуре среди язычников-черемисов Уфимской губернии. [Sur la culture russe chez les Tchérémisses païens de la province d'Oufa], Serguiev Possad, 1915.
- О догматах [Sur les dogmes], Oufa, 1915.
- Lettre aux pasteurs de l'éparchie d'Oufa (1914), Oufa, 1915.
- О печальных последствиях русской некультурности и о лучшем будущем в этом отношении. Речь, произнесенная при открытии Восточно-русского культурно-просветительного Общества в Уфе. [Sur les tristes conséquences du manque de culture russe et sur un avenir meilleur à cet égard. Discours prononcé à l'ouverture de la Société culturelle et éducative de Russie orientale à Oufa], Oufa, 2e éd.
- О народном голосе в делах церковных (О приходе) [À propos de la voix du peuple dans les affaires de l'Église (sur la paroisse)], Vladimir, 1916.
- Le césaropapisme à l'envers. Le Chroniqueur de la Volga, 1916, no 17, p. 494-497
- История моего старообрядчества [Histoire de mon lien avec les vieux-croyants. 2e cahier]. Тетрадь вторая. Alma-Ata, 28.2.1933. // in: M. Zelenogorski. La Vie et l'œuvre de l'archevêque André, Moscou, 1991.
- Sur les joies du métropolite Serge (avant-propos et commentaires de S. L. Firsov) // Вестник Русской христианской гуманитарной академии. 2009

- «Я хочу принадлежать только Св. Церкви…» [Je ne veux appartenir qu'à la Sainte Église] Священномученик Андрей, архиепископ Уфимский. Труды, обращения, проповеди, письма, документы / Сост. И. И. Осипова, Л. Е. Сикорская. М., 2012 (публикация нескольких документов, недоступных составителям более ранних изданий).
- Священномученик Архиепископ Уфимский Андрей (Ухтомский). Труды / Сост. Т. Сидаша, С. Сапожниковой. СПб.: Своё издательство, 2013. — 1284 с. —  (ISBN 978-5-4386-0120-3) (наиболее полное собрание сочинений, кумулирующее предыдущие издания).
- Священномученик Андрей, архиепископ Уфимский. Труды и письма воспоминания и документы, Сост. Н. И. Колева, Л. Е. Сикорская; ред. И. И. Осипова, М., Братонеж, 2019, Новомученики и исповедники Российские пред лицом богоборческой власти

Un grand nombre d'articles et de sermons de l'évêque André ont été publiés dans la revue missionnaire Le Collaborateur de la fraternité Saint-Gouri (Le Collaborateur de la mission de la Volga). Les liens de la plupart d'entre eux sont dans l'article d'I.E. Alexeïev «Надёжный „Сотрудник“» [Le Collaborateur d'espoir].
Nombre de travaux de l'archevêque André, écrits dans les années 1920-1930, sont restés à l'état de manuscrits ou ont disparu.